# Heliciopsis cockburnii
Heliciopsis cockburnii là một loài thực vật thuộc họ Proteaceae. Đây là loài đặc hữu của Malaysia. Chúng hiện đang bị đe dọa vì mất môi trường sống.